# Olympische Sommerspiele 2012/Teilnehmer (Madagaskar)
| Gelbes Symbol für Goldmedaillen mit stilisierten Olympischen Ringen | Graues Symbol für Silbermedaillen mit stilisierten Olympischen Ringen | Braundes Symbol für Bronzemedaillen mit stilisierten Olympischen Ringen |
| ------------------------------------------------------------------- | --------------------------------------------------------------------- | ----------------------------------------------------------------------- |
| —                                                                   | —                                                                     | —                                                                       |

Madagaskar nahm in London an den Olympischen Spielen 2012 teil. Es war die insgesamt elfte Teilnahme an Olympischen Sommerspielen. Das Comité Olympique Malgache nominierte sieben Athleten in fünf Sportarten.
Fahnenträger sowohl bei der Eröffnungs- als auch der Schlussfeier war der Judoka Fetra Ratsimiziva.

## Teilnehmer nach Sportarten

### Gewichtheben
| Athleten                    | Wettbewerb       | Reißen  | Reißen | Stoßen  | Stoßen | Zweikampf | Zweikampf | Rang |
| Athleten                    | Wettbewerb       | Gewicht | Rang   | Gewicht | Rang   | Gewicht   | Rang      | Rang |
| --------------------------- | ---------------- | ------- | ------ | ------- | ------ | --------- | --------- | ---- |
| Frauen                      |                  |         |        |         |        |           |           |      |
| Harinelina Rakotondramanana | Klasse bis 48 kg | 55 kg   |        | 80 kg   |        | 135 kg    | 12        | 12   |

### Judo
| Athleten          | Wettbewerb       | 1. Runde Round of 64 | 1. Runde Round of 64 | 2. Runde Round of 32 | 2. Runde Round of 32 | Achtelfinale Round of 16 | Achtelfinale Round of 16 | Viertelfinale Quarter Final | Viertelfinale Quarter Final | Hoffnungsrunde Halbfinale Repechage | Hoffnungsrunde Halbfinale Repechage | Halbfinale    | Halbfinale    | Hoffnungsrunde Finale Bronze Medal | Hoffnungsrunde Finale Bronze Medal | Finale        | Finale        | Rang |
| Athleten          | Wettbewerb       | Gegner               | Ergebnis             | Gegner               | Ergebnis             | Gegner                   | Ergebnis                 | Gegner                      | Ergebnis                    | Gegner                              | Ergebnis                            | Gegner        | Ergebnis      | Gegner                             | Ergebnis                           | Gegner        | Ergebnis      | Rang |
| ----------------- | ---------------- | -------------------- | -------------------- | -------------------- | -------------------- | ------------------------ | ------------------------ | --------------------------- | --------------------------- | ----------------------------------- | ----------------------------------- | ------------- | ------------- | ---------------------------------- | ---------------------------------- | ------------- | ------------- | ---- |
| Männer            |                  |                      |                      |                      |                      |                          |                          |                             |                             |                                     |                                     |               |               |                                    |                                    |               |               |      |
| Fetra Ratsimiziva | Klasse bis 81 kg | Freilos              | Freilos              | Emmanuel Lucenti     | 0001:100             | ausgeschieden            | ausgeschieden            | ausgeschieden               | ausgeschieden               | ausgeschieden                       | ausgeschieden                       | ausgeschieden | ausgeschieden | ausgeschieden                      | ausgeschieden                      | ausgeschieden | ausgeschieden | 17   |

### Leichtathletik
Laufen und Gehen
| Athleten            | Wettbewerb   | Vorlauf         | Vorlauf         | Halbfinale    | Halbfinale    | Finale        | Finale        | Rang |
| Athleten            | Wettbewerb   | Zeit            | Rang            | Zeit          | Rang          | Zeit          | Rang          | Rang |
| ------------------- | ------------ | --------------- | --------------- | ------------- | ------------- | ------------- | ------------- | ---- |
| Frauen              |              |                 |                 |               |               |               |               |      |
| Eliane Saholinirina | 1500 m       | 4:19,46 min     | 12              | ausgeschieden | ausgeschieden | ausgeschieden | ausgeschieden | 41   |
| Männer              |              |                 |                 |               |               |               |               |      |
| Ali Kamé            | 110 m Hürden | disqualifiziert | disqualifiziert | ausgeschieden | ausgeschieden | ausgeschieden | ausgeschieden | –    |

### Ringen
| Athleten           | Wettbewerb       | 1. Runde | 1. Runde | Achtelfinale      | Achtelfinale | Viertelfinale | Viertelfinale | Halbfinale    | Halbfinale    | Hoffnungsrunde Viertelfinale | Hoffnungsrunde Viertelfinale | Hoffnungsrunde Halbfinale | Hoffnungsrunde Halbfinale | Hoffnungsrunde Finale | Hoffnungsrunde Finale | Finale        | Finale        | Rang |
| Athleten           | Wettbewerb       | Gegner   | Ergebnis | Gegner            | Ergebnis     | Gegner        | Ergebnis      | Gegner        | Ergebnis      | Gegner                       | Ergebnis                     | Gegner                    | Ergebnis                  | Gegner                | Ergebnis              | Gegner        | Ergebnis      | Rang |
| ------------------ | ---------------- | -------- | -------- | ----------------- | ------------ | ------------- | ------------- | ------------- | ------------- | ---------------------------- | ---------------------------- | ------------------------- | ------------------------- | --------------------- | --------------------- | ------------- | ------------- | ---- |
| Freistil Frauen    |                  |          |          |                   |              |               |               |               |               |                              |                              |                           |                           |                       |                       |               |               |      |
| Josiane Soloniaina | Klasse bis 72 kg | Freilos  | Freilos  | Annabel Laure Ali | 0:5          | ausgeschieden | ausgeschieden | ausgeschieden | ausgeschieden | ausgeschieden                | ausgeschieden                | ausgeschieden             | ausgeschieden             | ausgeschieden         | ausgeschieden         | ausgeschieden | ausgeschieden | 15   |

### Schwimmen
| Athleten                | Wettbewerb     | Vorlauf         | Vorlauf         | Halbfinale    | Halbfinale    | Finale        | Finale        | Rang |
| Athleten                | Wettbewerb     | Zeit            | Rang            | Zeit          | Rang          | Zeit          | Rang          | Rang |
| ----------------------- | -------------- | --------------- | --------------- | ------------- | ------------- | ------------- | ------------- | ---- |
| Frauen                  |                |                 |                 |               |               |               |               |      |
| Estellah Fils Rabetsara | 100 m Freistil | 1:02,39 min     | 5               | ausgeschieden | ausgeschieden | ausgeschieden | ausgeschieden | 43   |
| Männer                  |                |                 |                 |               |               |               |               |      |
| Tsilavina Ramanantsoa   | 200 m Brust    | disqualifiziert | disqualifiziert | ausgeschieden | ausgeschieden | ausgeschieden | ausgeschieden | –    |